# Velike Bloke
Velike Bloke so naselje v Občini Bloke. V vasi je včasih delovala vojašnica.

## Prebivalstvo
Etnična sestava 1991:
- Slovenci: 184 (92 %)
- Hrvati: 8 (4 %)
- Makedonci: 4 (2 %)
- Jugoslovani: 2 (1 %)
- Muslimani: 1
- Neznano: 1